# Яскевичі (Гродненський район)
Яскевичі (біл. Яскевічы) — село в складі Гродненського району Гродненської області, Білорусь. Село підпорядковане Індурській сільській раді, розташоване у західній частині області.